# Raoul Vincent Marie Charles Audren de Kerdrel
Raoul Vincent Marie Charles Audren de Kerdrel, né le 30 juillet 1850 à Saint-Pol-de-Léon (Finistère) et mort dans la même ville le 22 août 1925, est un militaire français ayant servi dans le corps des Zouaves pontificaux.

## Biographie

### Famille
Fils de Vincent Marie Charles Audren de Kerdrel (1821-1891) et de Marie Bonne Anne Michel de Kerhorre (1830-1899), il épouse Suzanne de Parcevaux de Tronjoly à Cléder (Finistère) en 1879. De cette union, sont nés quatre filles et trois garçons.

### Carrière militaire
Le 26 mars 1869, il s'engage dans le corps des Zouaves pontificaux .
En octobre 1867, il est engagé dans l'assaut de Nerola ,.

### Carrière politique
En 1906, il est adjoint au maire de Saint-Pol-de-Léon 

## Distinctions
- Chevalier de l'ordre de Saint-Sylvestre